# Casomai (Laura Pausini)
casomai lo sbaglio è non averti incontrato tempo fa...»
(Laura Pausini, Casomai)
Casomai è un brano musicale della cantante italiana Laura Pausini. È il terzo ed ultimo singolo estratto il 29 gennaio 2010 dall'album Laura Live World Tour 09 del 2009.

## Il brano
Il brano, di Laura Pausini, Cheope, e Daniel Vuletic, non era stato precedentemente pubblicato su nessun album, ed è stato registrato durante il soundcheck a San Paolo.
Del brano è stata realizzata una versione in lingua spagnola, Menos mal (adattata da Ignacio Ballesteros), registrata durante il soundcheck a Buenos Aires; questa versione è stata inserita nell'album Laura Live Gira Mundial 09 e pubblicata come terzo e ultimo singolo in Spagna e in America Latina.
Il brano tratta della relazione fra Laura Pausini e il suo compagno, nel lavoro e nella vita, Paolo Carta.
I due brani, non pubblicati su CD singolo, sono stati distribuiti tramite download digitale e trasmessi in radio.

## Il video
Il videoclip (in lingua italiana e in lingua spagnola) è stato diretto dal regista Gaetano Morbioli e girato a luglio a Cagliari, durante la tappa del tour estivo World Tour 2009.
I videoclip di Casomai e Menos mal vengono inseriti nei DVD Laura Live World Tour 09 e Laura Live Gira Mundial 09.

## Tracce
Download digitale
1. Casomai
2. Menos mal

## Classifiche
| Classifiche (2010)        | Posizione massima |
| ------------------------- | ----------------- |
| Italia (airplay)          | 8                 |
| Italia (airplay italiana) | 7                 |